# Maki Takada
Maki Takada (jap. 髙田真希 Takada Maki; ur. 23 sierpnia 1989 w Toyohashi) – japońska koszykarka, występująca na pozycji silnej skrzydłowej, reprezentantka kraju, wicemistrzyni olimpijska, trzykrotna mistrzyni Azji, obecnie zawodniczka Denso Iris.

## Osiągnięcia
Stan na 16 listopada 2022, na podstawie, o ile nie zaznaczono inaczej.

### Drużynowe
- Wicemistrzyni Japonii (2014, 2018)[3][4]
- Finalistka Pucharu Cesarzowej (2021)[5]

### Indywidualne
- MVP:
  - sezonu regularnego ligi japońskiej (2014)
  - meczu gwiazd ligi japońskiej (2017, 2018/2019)[6][7]
- Debiutantka roku ligi japońskiej (2009)
- Laureatka nagrody Lee Key of the Year (2009)
- Zaliczona do I składu ligi japońskiej (2011, 2012, 2014, 2015, 2017–2022)
- Uczestniczka meczu gwiazd ligi japońskiej (2017–2020)[6][4][7][8]
- Liderka ligi japońskiej w:
  - punktach (2011, 2012, 2014, 2016, 2017, 2019, 2021, 2022)[3][6][7][5]
  - zbiórkach (2014, 2016–2020)[3][9][6][4][7][8]
  - skuteczności rzutów z gry (2014)

### Reprezentacja
- Mistrzyni Azji (2015, 2017, 2019)[10][11][12]
- Wicemistrzyni olimpijska (2020)[13][14][15]
- Brązowa medalistka:
  - igrzysk:
    - azjatyckich (2010)
    - Azji Wschodniej (2009)

  - mistrzostw Azji (2009, 2011)[16][17]
  - Pucharu Williama Jonesa (2009)
- Uczestniczka:
  - igrzysk olimpijskich (2016 – 8. miejsce, 2020)[13][14][18]
  - mistrzostw świata (2010 – 10. miejsce, 2014 – 14. miejsce, 2018 – 9. miejsce,  2022 – 9. miejsce)[19][20][21][22]
  - kwalifikacji:
    - olimpijskich (2012, 2020)
    - do mistrzostw świata (2022)
- Liderka w przechwytach mistrzostw świata (2018 – 2,8)[23]